# Der Feuerball
Der Feuerball (Originaltitel: Fireball) ist eine 52 Seiten umfassende Manga-Kurzgeschichte von Katsuhiro Otomo, die erstmals 1979 erschienen ist. Der Feuerball ist ein Vorläufer von Otomos längstem Werk, Akira. Dort geht es ebenfalls um Menschen, die Psi-begabt sind, und Gruppen, die sich gegen den Staat aufrichten. Otomo erinnerte sich anlässlich der englischen Erstausgabe der Geschichte im Sammelband Memories, dass ihm während der Arbeit an Fireball auch die Idee für Das Selbstmordparadies (童夢 dōmu) gekommen sei.

## Handlung
Aufständische kämpfen gegen den Staat. Sie vermuten, dass die Regierung mithilfe des riesigen Computers Atom Versuche an Menschen mit übernatürlichen Fähigkeiten durchführt. Auf der Seite des Staates kämpft ein Polizist mit Psi-Kräften gegen die Aufständischen, zu denen aber auch sein geliebter Bruder gehört.
Der Polizist landet schließlich selbst auf dem Operationstisch von Atom und wird dort zerlegt. Als der Bruder des Psi-Begabten bei der Entdeckung von Atom stirbt, erwacht er dank seinen übernatürlichen Kräften aus der Narkose und beginnt, das System von Atom zu zerstören.

## Entstehung
Ursprünglich wurde Otomo wegen seiner Witzgeschichte After the Dew gebeten, für das junge Magazin Action Deluxe (アクションデラックス) eine neue Geschichte beizusteuern. Letztlich konnte er seinen Redakteur jedoch dazu überreden, dass er eine komplett ernsthafte Science-Fiction-Geschichte schreiben dürfe.
Bis zum Abschluss haderte Otomo mit dem Plot der Geschichte, der während der Realisierung immer komplexer wurde. Otomo betrachtete die Geschichte letztlich als unabgeschlossen, weswegen er sie immer wieder neu schreiben wollte, was ihm aber spätestens seit seiner Arbeit an Akira nicht mehr möglich gewesen sei.
Selbst das Ende der Geschichte wurde umgeschrieben: Ursprünglich sollte während eines Kampfes zwischen dem Computer und dem Polizisten im letzten Moment der jüngere Bruder des Polizisten seinerseits Psi-Kräfte entwickeln und diese mit denen seines Bruders vereinen. In der letzten Szene sollten schließlich beide vom Weltall aus auf die Erde blicken und währenddessen über alte Zeiten reden.

## Veröffentlichungen
Der Feuerball ist in Japan im Januar 1979 im Manga-Magazin Action Deluxe erschienen, einem Schwestermagazin des Manga Action. Ursprünglich waren darin wegen Otomos Überschreiten der Deadline die letzten beiden Seiten nicht enthalten. 1990 brachte der Kōdansha-Verlag den Band Kanojo no omoide... (彼女の想いで…) heraus, in dem neben anderen Kurzgeschichten Otomos auch Der Feuerball enthalten ist. Dieser Band wurde unter dem Titel Memories von Mandarin Paperbacks 1994 unter der Mitwirkung von Simon Jowett und Jo Duffy auch ins Englische übersetzt.
Auf Deutsch brachte der Carlsen Verlag 1994 zwei Kurzgeschichtenbände Otomos heraus, Begraben im Sand und Der Feuerball. In letzterem Band sind neben Der Feuerball auch noch die Geschichten Der Marsmensch (1977), Chronik des Planeten Tako (1981) und Chronik des Planeten Tako – Wie alles begann (1982) abgedruckt.